# میزونو تادایوکی

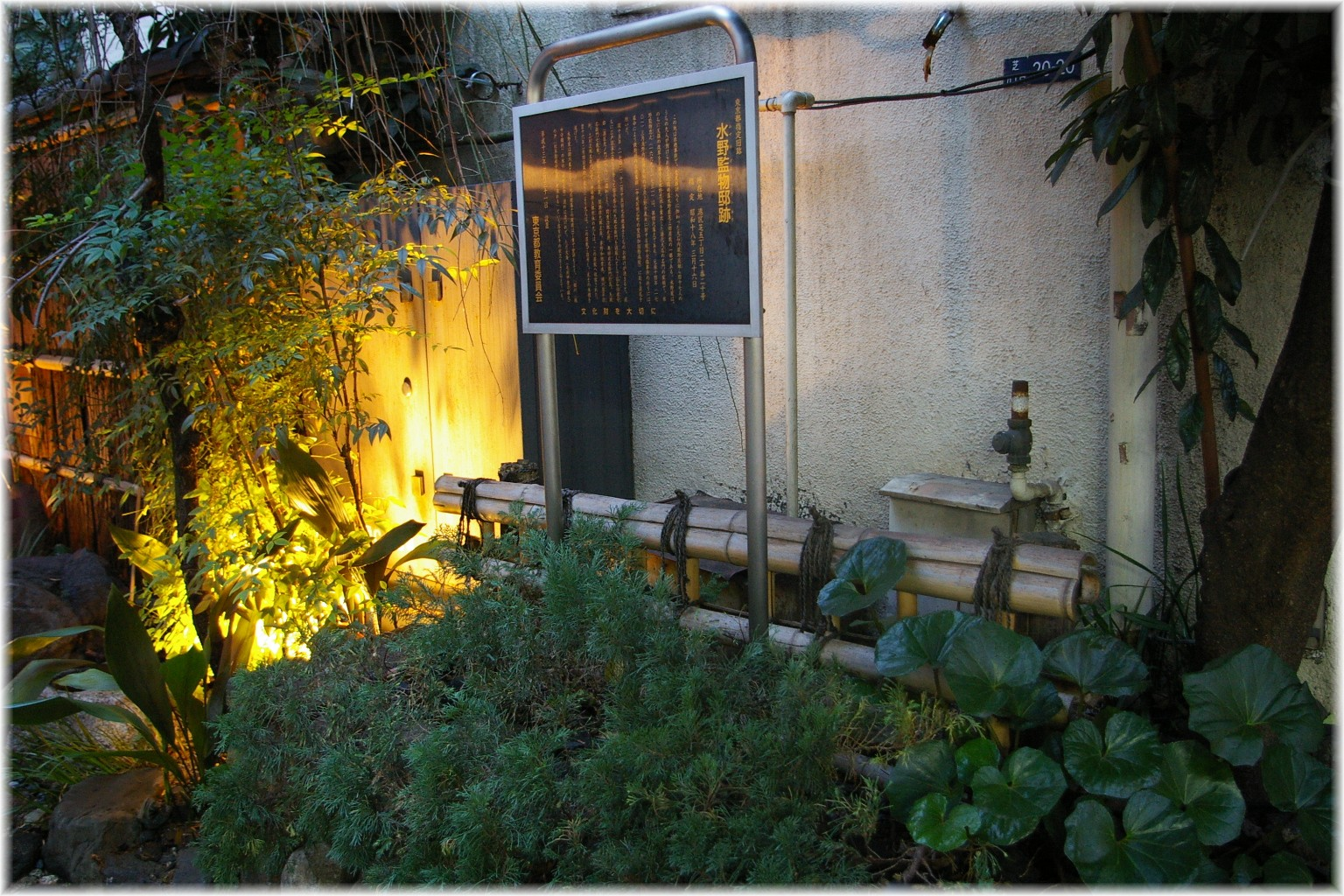
تابلوی یادبود حادثه آکو در باقی مانده عمارت اربابی میزونو در توکیو

میزونو تادایوکی (به ژاپنی: 水野 忠之 Mizuno Tadayuki); ۲۴ ژوئیهٔ ۱۶۶۹ – ۲۳ آوریل ۱۷۳۱) دایمیو، سامورایی در دوره ادو در خدمت شوگون‌سالاری توکوگاوا اهل ژاپن بود.
پس از حادثه آکو رونین‌ها پس از دستگیری تقسیم شده و به عمارت اربابی چهار دایمیو زیر فرستاده شدند. ۹ رونینی که در عمارت میزونو تادایوکی نگهداری می‌شدند، عبارت بودند از: هازاما میتسوئوکی، اوکودا یوکیتاکا، یاتو نوریکانه، موراتاسو تاکائو، ماسه ماساتوکی، کایانو تسونه‌ناری، یوکوگاوا مونه‌توشی، میمورا کانه‌زونه، کانزاکی نورییاسو